# Zuriel Oduwole
Zuriel Oduwole (ur. ok. 2002 w Los Angeles, Kalifornia) – amerykańska działaczka społeczna pochodzenia nigeryjskiego, zaangażowana w działalność na rzecz prawa do edukacji dla kobiet na Mauritiusie oraz prawa do edukacji dla dziewcząt w Afryce. Jej działalność została zauważona przez Forbesa, dzięki czemu stała się najmłodszą osobą opisaną w tym periodyku. W wieku 12 lat, w 2014 roku, ze swoją autorską produkcją Zuriel Oduwole przeszła do historii jako najmłodszy filmowiec na świecie.

## Życiorys
Urodziła się w Los Angeles (Kalifornia). Jej ojciec z pochodzenia jest Nigeryjczykiem, matka zaś pochodzi z Mauritiusu. Jej pierwszym osiągnięciem zauważonym przez media było zwycięstwo w 2012 roku w szkolnym konkursie filmowym, podczas którego pokazała film dokumentalny o Afryce zatytułowany The Ghana Revolution. Przeprowadziła 14 wywiadów ze światowymi przywódcami (dzięki czemu jest porównywana do Larry’ego Kinga) i pojawiła się w popularnych stacjach telewizyjnych, jak: CNBC, Bloomberg TV, BBC i CNN. W 2013 roku jej nazwisko wymienione zostało w czasopiśmie New African na „liście 100 najbardziej wpływowych osób w Afryce”, co uczyniło ją najmłodszą osobą pochodzenia afrykańskiego, której nazwisko znalazło się na tej liście.
W 2013 roku po premierze filmu dokumentalnego zatytułowanego The 1963 OAU Formation osoba Zuriel Oduwole została opisana w Forbesie, co uczyniło ją najmłodszą osobą na świecie opisaną w tym czasopiśmie. W 2014 roku nakręciła film A Promising Africa, który był odtwarzany w pięciu krajach, co z kolei uczyniło ją najmłodszą twórczynią filmów, do których odtwarzania prawa były sprzedawane. 15 kwietnia 2014 roku Zuriel Oduwole została umieszczona na „liście 100 najpotężniejszych osób w każdym wieku” opublikowanej przez portal businessinsider.com. W lutym 2015 roku magazyn Elle umieścił ją na liście „33 kobiet, które zmieniły świat”, obok takich osób jak np. przewodnicząca Rady Gubernatorów Systemu Rezerwy Federalnej USA Janet Yellen, czy dyrektor GM Mary Barra.
W 2015 roku Zuriel Oduwole pracowała nad projektem o nazwie „Dream Up, Speak Up, Stand Up” – kampanii, która rozpoczęła się w marcu 2013 roku w Lagos i mającej na celu promocję edukacji dziewcząt na kontynencie afrykańskim.

## Nagrody i wyróżnienia
W październiku 2013 roku Zuriel Oduwole nadano tytuł honorowego ambasadora Tanzanii. Jej imieniem została nazwana także sala komputerowa w jednej z wiejskich szkół.

## Produkcje
- The Ghana Revolution (2012)
- The 1963 OAU Formation (2013)
- Technology in Educational Development (2014)
- A Promising Africa (2014)
- The New Nigeria (2015)